# Rhabdias pseudosphaerocephala
Rhabdias pseudosphaerocephala — вид паразитичних нематод родини Rhabdiasidae. Паразит жаби Bufo marinus. Трапляється в Коста-Риці та Нікарагуа. Описаний у 2007 році. Першими двома з трьох авторів першоопису виду є українські зоологи-паразитологи Юрій Кузьмін та Василь Ткач.